# 春温
春温，溫病的一種，是中医学中感受温热病邪所致的急性外感热病。多发生于春季或冬春之交或春夏之际，一般发病急，初起多以发热、心烦、口渴、舌红苔黄等里热证候为主要特点。西医的流行性脑脊髓膜炎、化脓性脑膜炎、重型流感可参考本病治疗。